# Сосновий Бор (Бокситогорський район)
Сосновий Бор (рос. Сосновый Бор) — присілок Бокситогорського району Ленінградської області Росії. Входить до складу Єфімовського міського поселення.
Населення — 7 осіб (2003 рік). 